# Tanarthrus quitobaquito
Tanarthrus quitobaquito là một loài bọ cánh cứng trong họ Anthicidae. Loài này được Chandler miêu tả khoa học năm 1975.